# Война в Донбас
Войната в Донбас, наричана също Война в Източна Украйна, е въоръжен конфликт между правителството на Украйна и нейните съставни области (Донецка и Луганска) в украинската географска област Донбас, прераснал в Руско-украинската война.

## Предистория
Конфликтът се разгаря през есента и зимата на 2013 г., когато се провеждат серия от мирни акции в подкрепа на асоциацията на Украйна към ЕС. Дотогава проруският президент на страната Виктор Янукович води колеблива политика, балансирайки между Русия, с която Украйна е свързана с дълбоки исторически, стопански и чисто човешки връзки, от една страна, и Европейския съюз, към който украинците отправят надеждите си за по-добро бъдеще, от друга.
Многолюдните протести в Киев са активно подкрепяни от Европа и САЩ. Майдана събира посланиците на САЩ, Франция, Испания, Германия, Дания; американският помощник държавен секретар Виктория Нюланд; върховният представител на ЕС Катрин Ащън; американските сенатори Крис Mърфи и Джон Маккейн; германският външен министър Гидо Вестервеле; нидерландският външен министър Франс Тимерманс; литовският външен министър Линас Линкявичюс; председателката на Сейма на Литва Лорета Граужинен.
Напрежението на площадите се покачва и прераства във въоръжени кървави стълкновения между привържениците на Евромайдана и органите на реда. Задълбочилият се конфликт води до намеса на Европа чрез външните министри на Полша, Германия и Франция, които посредничат между опозицията и президента Янукович за подписването на 21 февруари 2014 г. на „Съглашение за регулиране на политическата криза в Украйна“.
Споразумението е нарушено часове след подписването му. Президентът Янукович изтегля органите на реда и напуска Киев, а по-късно и страната, като търси убежище в Русия, докато опозицията завзема правителствените учреждения в Киев и в редица областни центрове. Антиправителствените акции са особено ожесточени и масови в западните части на страната, като повсеместно са съпроводени от насилие. Ударната сила на Евромайдана са няколко радикални националистически формирования като „Пра́вий се́ктор“ и „Свобода“.
На този фон източните провинции се обявяват срещу смяната на властта и в тях също започват да се провеждат масови демонстрации. Активисти завземат здания на местната и държавната власт в Луганск както и в други по-малки населени места. В Донецк и Харков се обявяват сепаратистки републики. Оформя се противопоставяне на проруски области, от една страна, граничещи непосредствено с Руската федерация, които отказват да признаят новата власт и Киев, от друга, който не приема неподчинението и изпраща редовна войска, за да потуши бунта им.
При оценката на конфликта е важно да се отбележат няколко важни факта, а именно; Донбас е индустриално високоразвит регион на Украйна, със значителни ресурси, както материални, така и човешки. На териториите, контролирани от самопровъзгласилите се републики Луганска народна република и Донецка народна република, живеят около 3,8 милиона души, преобладаващата част от които са руско говорещи. Границата им с Руската федерация е отворена, което позволява те да получават неограничена помощ от страна на Русия.
Въоръженият сблъсък се превръща в същинска война. И двете воюващи страни използват тежко въоръжение, включително танкове и артилерия. Обстрелват се села и градове. Западните квартали на Донецк се намират в непосредствена близост до линията на фронта, поради което са подложени на редовен артилерийски обстрел. Загиналите сред мирното население надхвърлят 2000 души, а ранените са между 6 и 7 хиляди. Според ООН в доклада на Върховния комисар по правата на човека се обявява, че към декември 2016 г. общият брой на жертвите на въоръжения конфликт достига 9758 убити с повече от 22 хиляди ранени.
Във войната има няколко по-значителни сражения, но въпреки това никоя от страните не успява да постигне надмощие.
Международната общност прави няколко опита за овладяване на конфликта, като освен всичко друго са организирани срещи в Минск, Беларус за намаляване на напрежението.
През септември 2014 година се подписва протокол за спиране на огъня, който има кратковременен ефект и конфликтът се разгаря отново. Няколко месеца по-късно се провежда нова среща на най-високо ниво в така наречения „нормандски формат“ – с ръководителите на Франция, Германия, Русия и Украйна и представители на Луганската народна република и Донецката народна република, на която се подписват „Минските споразумения“, които стават основа за бъдещото мирно разрешаване на конфликта.
Въпреки споразуменията, нарушенията им и от двете страни са многобройни, като бойните действия продължават с променлива интензивност.
Отделен епизод на противопоставянето е анексията на Крим от Русия, през пролетта на 2014 година. Пред лицето на насилието в Украйна, там също се надига съпротивително движение на проруски сили, които са извънредно силни предвид обективните исторически връзки между полуострова и Русия. Много важно обстоятелство, е фактът, че Крим има статут на автономна република със самостоятелен парламент и правителство в състава на Украйна. Следва навлизането на руски войски и окупацията на полуострова. Това позволява парламентът на Крим да вземе решение за провеждане на референдум за отделяне на Крим от Украйна. Референдумът се провежда на 16 март 2014 година и бива подкрепен от 95,5% от населението. Референдумът обаче е обявен от международната общност за незаконен и нарушаващ международните споразумения. Множество нарушения също така са установени при гласуването на референдума, сред които и тайната на вота.

## Сражения
- Обсадата на Славянск (12 април – 5 юли 2014 г.)
  - Победа за Украйна; Украинската армия тръгва към Донецк.

- Битка при Краматорск (12 април – 5 юли 2014 г.)
  - Победа за Украйна

- Първа битка при Мариупол (6 май – 14 юни 2014 г.)
  - Победа за Украйна
  - Мариупол става временно столица на Донецката област.

- Засада при Волноваха (22 май 2014 г.)
  - Победа за Донецката република

- Първа битка при Донецкото летище (26 – 27 май 2014 г.)
  - Победа за Украйна

- Артилерийско нападение на Донецк,
  - Не е ясно кой е извършителят; отношенията между Украйна и Русия се влошават

- Битка за Савур Могила (16 юли – 26 август 2014 г.)
  - Първоначално победа за Украйна, последвана от решителна победа на Донецката република.

- Битка при Иловайск (10 август – 2 септември 2014 г.)
  - Победа за Донецката република
  - Украинските сили са обкръжени в Иловайск
  - Разгром на батальон „Айдар“

- Битка за Новоазовск (25 – 28 август 2014 г.)
  - Победа за Донецката република
  - Бунтовниците започват офанзива срещу Мариупол.

- Втора битка за Мариупол (4 – 8 септември 2014 г.)
  - Минското примирие прекратява битката.

- Втора битка при Донецкото летище (28 октомври 2014 г. – 21 януари 2015 г.)
  - Ожесточената съпротива на малобройните украински части им дава наименованието „киборги“.
  - Украинските сили са обкръжени и разбити през януари след решителна офанзива.

- Трета битка за Мариупол (24 януари 2015 г. )

## Жертви
Над 14 000 украинци и руснаци загиват (до 23 февруари 2022), а близо два милиона души са разселени заради конфликта в Донецка и Луганска област.
Освен това руснаците използват и мъчения срещу пленени украинци (както военни, така и цивилни, което е военно престъпление). Един от първите регистрирани случаи на изтезания на военнопленници в Украйна е инцидентът на 7 октомври 2014 г. в град Зугрес (Донецка област), когато 53-годишният украинец Игор Кожома, който докато се опитва да изведе жена си на окупацията, е задържан и окован за позорен стълб, като е изтезаван няколко часа от руснаци и местни сепаратисти. Подобен случай е и този с жителката на Донецк Ирина Довган (цивилна), която е публично измъчвана заради проукраинската си позиция.